# الخادم الأسود
الخادم الأسود (باليابانية: 黒執事، كوروشيتسوجي) هي سلسلة مانغا يابانية من تأليف ورسوم يانا توبوسو. نُشرت السلسلة لأول مرة في مجلة Monthly GFantasy، الموجهة لفئة شونن، والصادرة عن سكوير إنكس، وذلك منذ سبتمبر عام 2006. تدور أحداث القصة حول سيل فانتومهايف، الإيرل البريطاني البالغ من العمر 12 عامًا، والذي يعمل كـ"كلب الملكة" في لندن العصر الفيكتوري، حيث يُكلَّف بالتحقيق في القضايا الغامضة داخل عالم الجريمة الخفي. يعقد سيل عقدًا مع شيطان يُدعى سيباستيان ميكايليس، يتنكر في هيئة خادمه الشخصي، وذلك بهدف الانتقام من المتسببين في تعذيبه وقتل والديه. وبموجب هذا العقد، يحق لسيباستيان أن يلتهم روح سيل عند تحقيق هدفه.
تم إنتاج أنمي تلفزيوني مكوّن من 24 حلقة من قبل استوديو A-1 Pictures، وعُرض بين أكتوبر 2008 ومارس 2009. تبعه موسم ثانٍ من 12 حلقة عُرض بين يوليو وسبتمبر 2010، ويتضمن شخصيات جديدة ويعتمد على قصة أصلية لا تستند إلى المانغا. في يوليو 2014، عُرض مسلسل جديد بعنوان الخادم الأسود: كتاب السيرك واستمر حتى سبتمبر من العام نفسه. كما تم إصدار أوفا من جزئين بعنوان الخادم الأسود: كتاب القتل في صالات السينما اليابانية خلال أكتوبر ونوفمبر 2014. أُنتج أيضًا فيلم واقعي عُرض في اليابان في يناير 2014، بالإضافة إلى فيلم أنمي بعنوان الخادم الأسود: كتاب المحيط الأطلسي عُرض لأول مرة في يناير 2017.
عُرض الموسم الرابع من الأنمي، المؤلف من 11 حلقة ومن إنتاج استوديو كلوفر وركس، تحت عنوان الخادم الأسود: أرك المدرسة العامة، من أبريل حتى يونيو 2024. أما الموسم الخامس، بعنوان الخادم الأسود: أرك الساحرة الزمردية، فقد بدأ عرضه في أبريل 2025.
في أمريكا الشمالية، حصلت شركة Yen Press على ترخيص نشر المانغا، وقامت بنشرها ضمن مجلة Yen Plus من أغسطس 2009 حتى يوليو 2010. أما حقوق الأنمي فقد كانت مملوكة لشركة فنميشن قبل أن تنتقل لاحقًا إلى أنيبليكس الأمريكية ‏ بعد انتهاء الترخيص السابق.
بحلول مارس 2024، تجاوزت مبيعات مانغا الخادم الأسود حاجز 35 مليون نسخة متداولة، مما يجعلها واحدة من أكثر سلاسل المانغا مبيعًا.

## القصة
في لندن خلال العصر الفيكتوري، يعيش الإيرل الشاب سيل فانتومهايف، البالغ من العمر 12 عامًا، والذي ورث لقبه ومكانته عقب أحداث مأساوية وقعت في عيد ميلاده العاشر بتاريخ 14 ديسمبر 1885. في ذلك اليوم، تعرض قصر عائلة فانتومهايف لهجوم من قبل جهات مجهولة، ما أسفر عن مقتل والديه وكلب العائلة "سيباستيان"، ليتم بعدها اختطاف سيل وبيعه كعبد.
ينتهي المطاف بسيل في قبضة طائفة منحرفة تعبد الشياطين، حيث يتعرض لأبشع صنوف التعذيب الجسدي والنفسي والجنسي. وخلال إحدى الطقوس التي تهدف لاستدعاء شيطان، يظهر كيان شيطاني لكنه يصرّح بأنه استُدعي من قِبل سيل نفسه، لا من قِبل الطائفة. يعقد سيل صفقة معه ويضحي بروحه مقابل إنقاذه وتحقيق انتقامه من المتورطين في تدمير أسرته. يقوم الشيطان بقتل أفراد الطائفة ويضع رمز العقد الفاوستي على عين سيل اليمنى. ومنذ تلك اللحظة، يصبح الشيطان ملزمًا بخدمة سيل حتى يتحقق انتقامه، مقابل أن يفترس روحه لاحقًا. يُطلق سيل على الشيطان اسم سيباستيان ميكايليس، تيمنًا بكلبه الراحل.
يعود الثنائي إلى المجتمع، حيث يتولى سيل منصب والده الراحل بصفته "كلب الملكة"، وهو اللقب الذي يُطلق على من يتولى التحقيق في القضايا الغامضة التي تهدد أمن المملكة وتُحظى باهتمام خاص من الملكة فيكتوريا. ولتسهيل مهامه، يضم سيباستيان إلى القصر عددًا من المساعدين المميزين، مثل القناصة ميي-رين، والجندي السابق بالدروي، والمراهق فيننيان الذي يتمتع بقوة خارقة، حيث يعملون جميعًا كخدم في قصر فانتومهايف.
مع توالي المهام والتحقيقات، يكتشف سيل وسيباستيان ارتباط بعض القضايا بمنظمة سرية تُعرف بـ"جمعية أورورا"، والتي تُجري تجارب غير شرعية لإحياء الجثث. ويتبين لاحقًا أن من يقف خلف هذه الجمعية هو أندرتيكر، أحد الحاصدين الموتى الذي تربطه علاقات غامضة بأسرة فانتومهايف.
تتفاقم الأمور عندما يكشف أندرتيكر عن هدفه الحقيقي، والمتمثل في إعادة إحياء شقيق سيل التوأم الأكبر، سيل الحقيقي، الوريث الأصلي لعائلة فانتومهايف. يتضح لاحقًا أن كلاً من التوأمين كانا ضحية الطقس الشيطاني الذي أدى لاستدعاء سيباستيان، وأن الشقيق الأكبر هو من قُدم كأضحية، في حين انتحل سيل الأصغر هويته سعيًا للانتقام لعائلته.
يعود سيل الحقيقي من الموت ويقوم باتهام شقيقه بانتهاكات جمعية أورورا، مستوليًا بذلك على لقب الإيرل وقصر العائلة، ما يضطر سيل الأصغر وسيباستيان ورفاقهم إلى الفرار. ومنذ تلك اللحظة، يُصنفون كفارين من العدالة، ويبدأون العمل في الخفاء لإثبات براءة سيل وكشف أسرار جمعية أورورا، إلى جانب إحباط مخططات أندرتيكر..

## وسائط

### مانغا
مانغا الخادم الأسود من تأليف ورسوم يانا توبوسو، بدأت تسلسلها في مجلة المانغا Monthly GFantasy التابعة لشركة سكوير إنكس والموجهة لفئة شونن، وذلك بتاريخ 16 سبتمبر 2006.
في يونيو 2024، أُعلن أن المانغا ستدخل في فترة توقف مؤقت، بهدف قيام توبوسو بإجراء أبحاث واستعدادات تمهيدًا للوصول إلى ذروة الأحداث. ومن المقرر أن تُستأنف السلسلة في 18 أبريل 2025.
قامت شركة سكوير إنكس بجمع الفصول في مجلدات تانكوبون، حيث صدر المجلد الأول في 27 فبراير 2007. وحتى 26 أبريل 2024، تم إصدار 34 مجلدًا.
شركة Yen Press قامت بترخيص المانغا للنشر باللغة الإنجليزية، وبدأت تسلسلها في عدد أغسطس 2009 من مجلة Yen Plus احتفالًا بالذكرى السنوية الأولى للمجلة. وصدر المجلد الأول باللغة الإنجليزية في 26 يناير 2010. وحتى 18 يونيو 2024، أصدرت الشركة 33 مجلدًا.

### الدراما الصوتية
في 10 أغسطس 2007، صدر قرص دراما صوتي عن Frontier Works، وضم العديد من الشخصيات التي ظهرت في المجلدين الأول والثاني من المانغا.
وصدر قرص دراما صوتي ثانٍ في 26 نوفمبر 2008، تحت علامة أنيبلكس.

### الأنمي
في يوليو 2008، تم الإعلان عن إنتاج اقتباس أنمي من الخادم الأسود من إخراج "توشيا شينوهارا" وإنتاج أيه-1 بكتشرز. وقد عُرض لأول مرة في أكتوبر 2008 على قنوات MBS وTBS.
خلال فعالية بتاريخ 14 يونيو 2009، أُعلن أن الأنمي سيعود بموسم ثانٍ. وقد أكد الممثل الصوتي الياباني جونيتشي سُوابِه الخبر لاحقًا في مدونته الرسمية.
الموسم الثاني، الخادم الأسود II (黒執事 II Kuroshitsuji Tsū)، عُرض في يوليو، وتابع قصة الخادم "كلود فوستوس" وسيده "ألويس ترانسي"، إلى جانب سيباستيان وسِـيـل. وقد قامت المؤلفة "ياماناكا توبوسو" بتصميم الشخصيات الجديدة.
أصدرت أنيبلكس صندوق أقراص Blu-ray وDVD يتضمن الموسمين الأول والثاني مع الحلقات الخاصة (OVAs) في 7 مايو 2014.
في 29 مارس 2010، أعلنت شركة توزيع الأنمي في أمريكا الشمالية فنميشن خلال فعالية FuniCon 3.0 عن حصولها على حقوق ترخيص أنمي الخادم الأسود.
خلال Anime Expo لعام 2010، أعلنت Funimation أنها ستبث الموسم الثاني "Black Butler II" عبر خدمة المشاهدة المتزامنة.
أعلنت Funimation عبر صفحتها على فيسبوك أنها حصلت على ترخيص كامل للموسم الثاني. كما طرحت مجموعتي Blu-ray/DVD للموسمين الأول والثاني في 3 أبريل 2012. وقد تم عرض المسلسل لأول مرة على التلفاز الأمريكي في 8 فبراير 2011 على قناة Funimation.
فقدت Funimation حقوق الموسم الأول في 2017، وحقوق الموسم الثاني في 2018.
حالياً، تمتلك Aniplex of America ترخيص الموسم الأول، وقد أصدرته على قرص Blu-ray في 29 يناير 2019.
وفي نوفمبر 2019، أعادت Funimation ترخيص الموسمين الأول والثاني لخدمتها للبث المباشر.

## الاستقبال
بحلول يناير 2021، تجاوزت مبيعات مانغا الخادم الأسود 30 مليون نسخة متداولة حول العالم. وارتفع هذا الرقم إلى أكثر من 32 مليون نسخة بحلول يوليو 2022، ثم إلى أكثر من 34 مليون نسخة بحلول يوليو 2023، حتى وصلت إلى أكثر من 35 مليون نسخة في مارس 2024.
احتلت الأجزاء الفردية من السلسلة مراكز متقدمة في التصنيفات الأسبوعية لمبيعات المانغا التي تنشرها أوريكون، حيث حققت عدة مجلدات منها مراتب عالية.
إضافة إلى المجلدات الأصلية، حققت المختارات القصصية بعنوان Rainbow Butler المركز السابع عشر في تصنيف الأسبوع الممتد من 31 مارس إلى 6 أبريل 2009، بعد أن كانت في المرتبة الثالثة والثلاثين في الأسبوع السابق، حيث بيعت منها 41,083 نسخة.
كما أدرجت الأجزاء الرابع والخامس ضمن قائمة أفضل المبيعات السنوية في اليابان لعام 2008، حيث جاء المجلد الرابع في المركز 33 بمبيعات بلغت 529,210 نسخة، بينما جاء المجلد الخامس في المرتبة 39 بـ468,550 نسخة.
وفي النصف الأول من عام 2009، احتل المجلد السادس المرتبة 13 بين أكثر المجلدات مبيعًا في اليابان، بعد بيع 619,501 نسخة. كما جاءت السلسلة كاملة في المرتبة العاشرة بين أكثر سلاسل المانغا مبيعًا في اليابان لنفس العام، بإجمالي يُقدّر بـ1,603,197 نسخة.
وفي استطلاع سنوي أجرته شركة التوزيع الموسيقي اليابانية Recochoku حول شخصيات الأنمي التي يود الجمهور الزواج بها، حلّ سيباستيان ميكايليس في المركز التاسع ضمن فئة "الشخصية التي أود أن تكون زوجي".

## وصلات خارجية
- الخادم الأسود على موقع ANN manga (الإنجليزية)
- الموقع الرسمي للمانغا
- الموقع الرسمي للأنمي